# 刘佳岑
刘佳岑（1989年3月30日—），中国女子篮球运动员。她代表中国队参加了2018年FIBA女子篮球世界杯。在2018年世界杯前，她也参加了2018年亚洲运动会，获得冠军。